# Me‘arat Qedumim
Me‘arat Qedumim (hebreiska: מערת קדומים) är en grotta i Israel.   Den ligger i distriktet Norra distriktet, i den norra delen av landet. Me‘arat Qedumim ligger 352 meter över havet.
Terrängen runt Me‘arat Qedumim är kuperad åt nordost, men åt sydväst är den platt. Me‘arat Qedumim ligger uppe på en höjd. Runt Me‘arat Qedumim är det ganska tätbefolkat, med 80 invånare per kvadratkilometer. Närmaste större samhälle är Nasaret, 1,9 km norr om Me‘arat Qedumim. Trakten runt Me‘arat Qedumim består till största delen av jordbruksmark.